# Nomima
Nomima is een geslacht van vlinders van de familie van de Dudgeoneidae. De wetenschappelijke naam en de beschrijving van dit geslacht werden voor het eerst gepubliceerd in 1916 door John Hartley Durrant.
De soorten van dit geslacht komen alleen in tropisch Afrika voor.

## Soorten
- Nomima albonigrella (Amsel, 1953)
- Nomima chloroptera  (Meyrick, 1920)
- Nomima cyanoscia (Meyrick, 1918)
- Nomima deserticola Mey, 2007
- Nomima gaerdesi Mey, 2007
- Nomima montisusti Mey, 2007
- Nomima prophanes Durrant, 1916
- Nomima subnigrata (Meyrick, 1917)
- Nomima szunyoghyi (Gozmány, 1965)